# رود اوفا
 رود اوفا رودی است به رود بلایه می‌ریزد. این رود از کشور روسیه می‌گذرد.